# トルクレンチ
トルクレンチ (torque wrench) とは、所定のトルクでねじを締め付けるための作業用工具と、締め付けられたねじのトルクを測定するための測定用工具に使用されるレンチ状の形をしたものの総称である。

## 概要
トルクレンチは、「ねじ」を用いる現場で組付けやメンテナンスに幅広く用いられているトルク測定器である。ねじ部品には設計段階から軸力が設定されているが、軸力を測定するには高価な測定器や設備が必要となることから、代わりにトルクによる締め付け管理が広く行われている。トルクレンチを用いることにより、締め付け不足による緩みや、締め過ぎによる破損の防止および、締め付け作業の個人差による製品品質のばらつきを低減することができる。
およそボルト径M30以下に適用するものでは手動（手力）で回転力を与えるものが一般的であるが、M30を超える大径ボルトに適用するものでは油圧、空気圧、電動、ウインチ張力等を用いて回転力を与える動力トルクレンチが多用されている。
なお、日本国内では計量法によりSI単位以外のトルクレンチ（二重目盛含む）を販売することは原則として禁じられている。

## 種類
手動トルクレンチは、形状・構造、使用者にトルクを示す方式によってシグナル式トルクレンチと直読式トルクレンチに分けることができる。また、シグナル式トルクレンチの機能を有しながら、センサを搭載しトルク値が表示される複合型のトルクレンチもある。

### シグナル式トルクレンチ

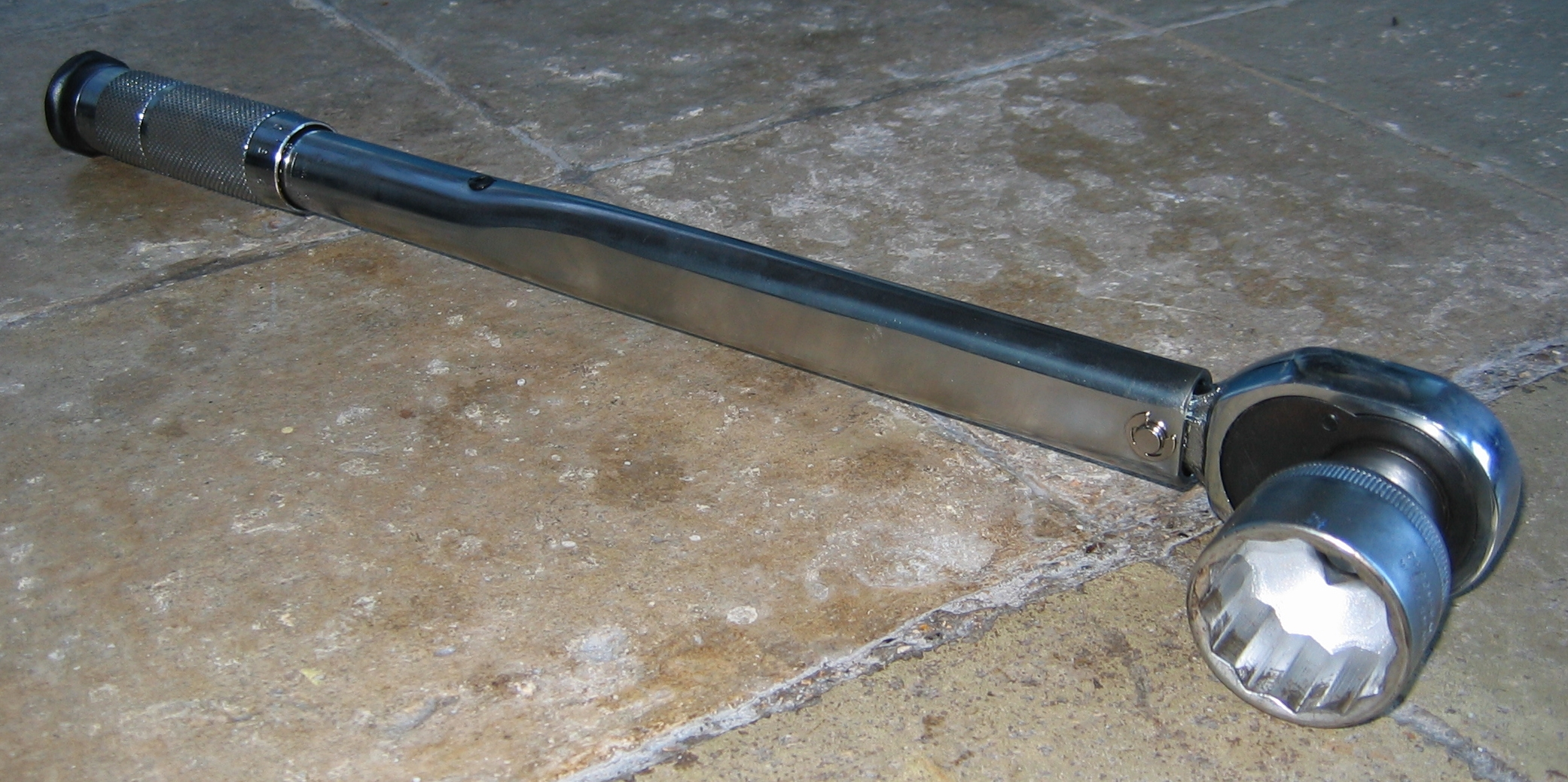
プリセット形シグナル式トルクレンチ

シグナル式トルクレンチは、あらかじめ締め付けたいトルクを設定しておき、カチンという感触と音で締め付けトルクに達したことが分かるトルクレンチである。右ねじ（時計回り）専用のものが一般的であるが、左ねじ右ねじどちらでも使用できるものもある。左右どちらでも使用できるものを指して、「両振り」と呼ぶことがある。
プリセット形
本体の目盛によって設定トルクを変更できる。設定トルクの変更は、グリップエンドを回して内部のばねの圧縮力を変えて行う。このため、保管時には設定トルクのままとせず、目盛りを最低値まで戻してばねの「へたり」を抑えることで、設定値の狂いを低減できる。設定トルク範囲は、最低値の5倍から10倍程度のものが多くみられるが、設定トルク範囲が広いものほど設定誤差が大きくなる。
単能形
本体に目盛は無く、設定トルクを変更するにはトルクレンチテスターと専用の調整工具等が必要となる。プリセット形に比べて堅牢かつ安価な上、使用者が勝手に設定トルクを変更することを防止できるので工場の生産ラインやガス配管継手の接続工事用などで盛んに用いられる。メーカーや販売店でトルクを設定して出荷されるものが多い。反復継続的に特定のねじを締め付ける作業に適しており、機械メーカーや自動車業界向けのものの他、ガス管フレアナット専用や電気端子専用のもの等が市販されている。

### 直読式トルクレンチ

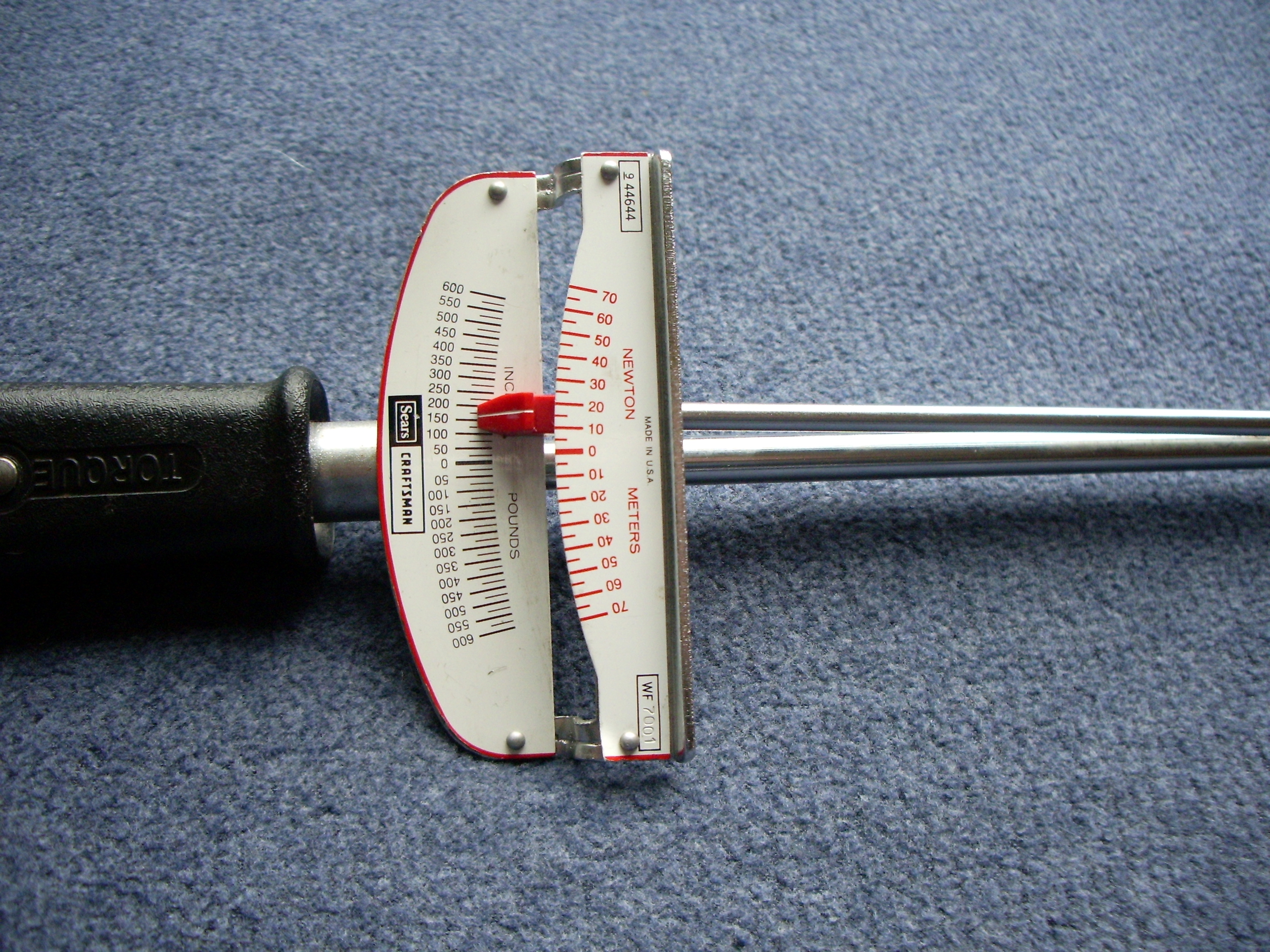
プレート形直読式トルクレンチ

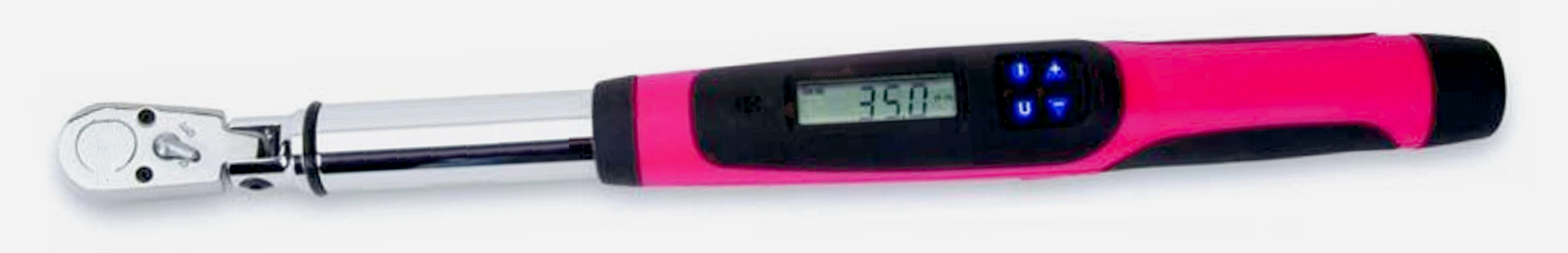
デジタル式トルクレンチ

直読式トルクレンチは、負荷されているトルクを目盛にて読み取ることができる。作業部位や作業姿勢によっては、作業者の位置から目盛りが正確に読み取れないこともあり、その場合は目盛りを読む者が別に必要になる。ただし、トルクを掛けた最大値の表示が保持できる「ピークホールド機構」や「置針」を持つものは、作業者が作業を中断してもその時点の値が表示されているため、その欠点を補っている。左右どちらでも計測できるものがほとんどである。
プレート形
梁（ビーム）のたわみによってトルクを検出し、本体の目盛を読み取る。構造が単純なため、安価で壊れにくく比較的に精度が高い特徴がある。
ダイヤル形
円柱のねじれ角によってトルクを検出し、本体のダイヤル形目盛を読み取る。
デジタル形
センサによってトルクを検出し、表示されるトルクを読み取る。表示器が本体と別になっているものもある。デジタル形ではピークホールドするものがほとんどである。トルクレンチ本体に測定値を記録し、パソコンや専用端末に転送できるものもある。角度センサを搭載し、角度締めにも対応したものもある。プレート形やダイヤル形に比べて高価である。

## 用途
トルクレンチの用途は、ねじを定められたトルクで締め付ける作業と、締め付けられたねじの締め付けトルクを検査目的で測定する作業に大別することができる。

### 作業用途

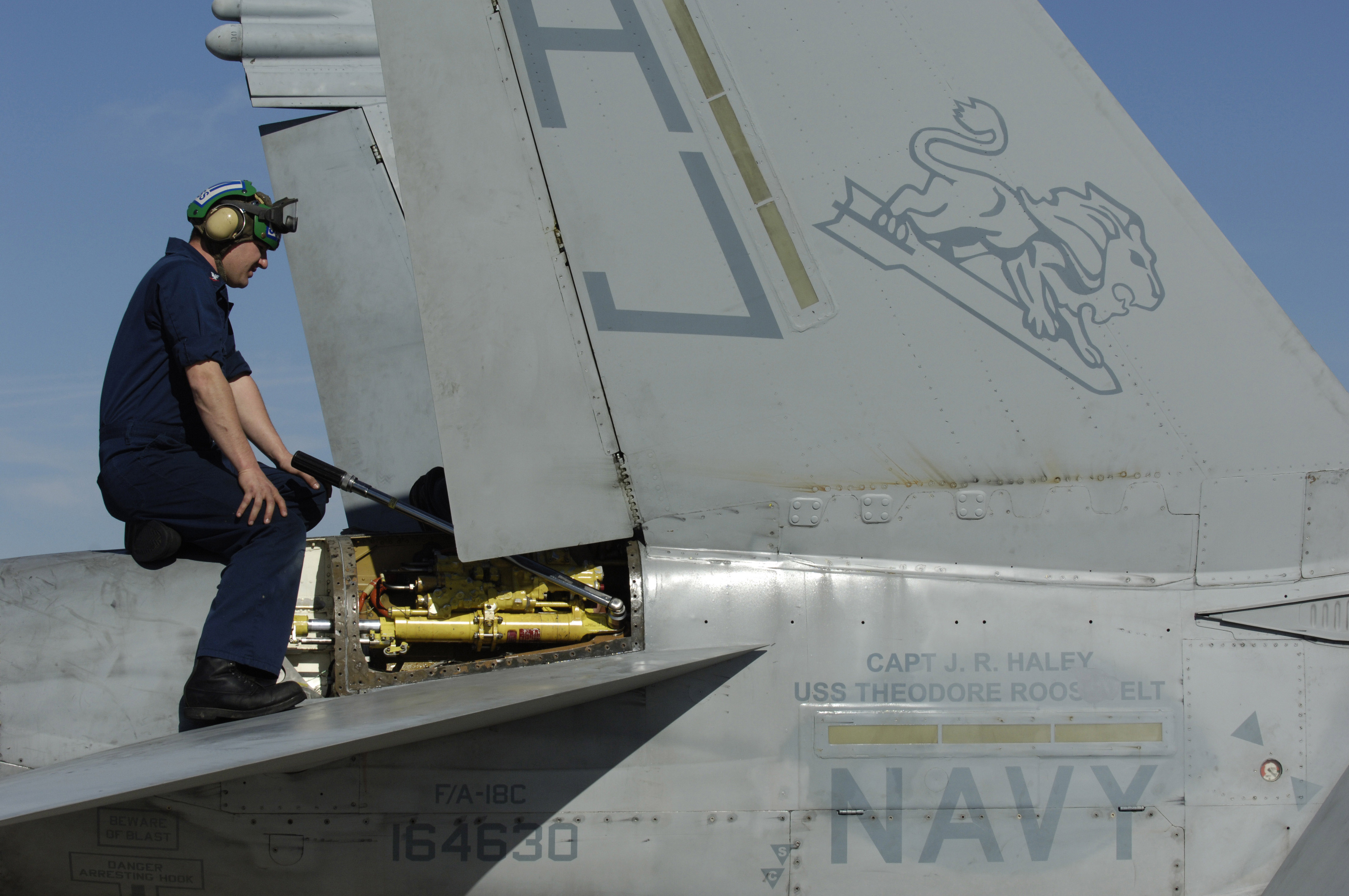
F/A-18 (航空機)の整備作業。アクチュエータ（油圧シリンダー）を機体に取り付けるためのクレビス部に、長大なトルクレンチを掛けた様子

ねじを所定のトルクで締め付けるためのトルクレンチを作業用トルクレンチという。これには普通シグナル式トルクレンチを用いるが、シグナル式トルクレンチの場合、設定したトルクに達したか否かのみしか判断することができない。そこで、工場等では直読式トルクレンチを用いて締め付けを行うところもあり、中にはデジタル形のものを用いて、締め付けトルクを記録しているところもある。締め付けトルクを測定する必要のあるものとして、ガラスによるライニング加工をされた配管や、フレア加工された配管など、締め付けトルクが大きすぎる事による不具合が発生するものがあげられる。

### 測定用途
すでに締め付けられたねじのトルクを測定したりするトルクレンチを測定用トルクレンチという。直読式トルクレンチを用いて、増し締め検査を行う場合がほとんどである。トルクレンチを「てこ」のように使用して、トルク以外の力量を測定する場合もある。

## 取扱い
トルクレンチは使用される場所の性質上、乱雑に扱われる場合がある。使用している者が気づかないうちに、トルクレンチの精度が狂ってしまうと、いくらトルクレンチを使用して締め付けを行っても無意味である。トルクレンチに打撃や衝撃を与えない、加熱や凍結を避ける、内部に水気やチリゴミを侵入させない、メーカー指定以外の注油は行わない等のほか、使用後の保管にも注意を要する。また、定期的にトルクレンチの点検・校正を行うことも、精度を維持する上では欠かせない。
トルクレンチには使用トルクの範囲が定められており、使用トルクを超えて使用すると破損につながる。また、右専用のものを左方向へ緩めるために使用すると、精度に悪影響があるとされるが、少なくとも全ての製品に適用されるものではなく、製造企業による使い方の説明に「測定できない」とのみ書かれたものもある。

## 主なメーカー
- TONE(トネ) - 日本
- ゲドーレ(GEDORE) - ドイツ
- 信濃機販(SI) - 日本
- 京都機械工具(KTC) - 日本
- シーディーアイ(CDI) - アメリカ,(Snap-onグループ)
- スタビレー(STAHLWILLE) - ドイツ
- スナップオン(Snap-on) - アメリカ
- 東日製作所(TOHNICHI) - 日本
- トルクリーダー(Toruqueleader) - イギリス
- 中村製作所(KANON) - 日本
- ノーバー(Norbar) - イギリス
- ハゼット(HAZET) - ドイツ
- ブリツール(BRITOOL) - イギリス
- リッチモント(Sturtevant Richmont) - アメリカ
- プロクソン(PROXXON) - ドイツ
- アドレック(Adrec) - 日本